# Sturzkampfgeschwader 102
Sturzkampfgeschwader 102 (dobesedno slovensko: Bližinskobojni polk 102; kratica StG 102) je bil jurišni (strmoglavni jurišnik) letalski polk (Geschwader) v sestavi nemške Luftwaffe med drugo svetovno vojno; bila je šolska enota.

## Organizacija
- štab
- I. skupina
- II. skupina
- III. skupina

## Vodstvo polka
Poveljniki polka (Geschwaderkommodore)
- Polkovnik Karl Christ: maj 1943
- Major Bernhard Hamester: junij 1943